# Paradelphomyia (Oxyrhiza) majuscula
Paradelphomyia (Oxyrhiza) majuscula is een tweevleugelige uit de familie steltmuggen (Limoniidae). De soort komt voor in het Palearctisch gebied.